# ونسا زیما
ونسا زیما (انگلیسی: Vanessa Zima؛ زادهٔ ۱۷ دسامبر ۱۹۸۶) یک هنرپیشه اهل ایالات متحده آمریکا است. وی از سال ۱۹۹۵ میلادی تاکنون مشغول فعالیت بوده است.
او در فیلم غارنشین و گروه پرستاران بچه بازی کرده است.